# Malalag, Davao del Sur

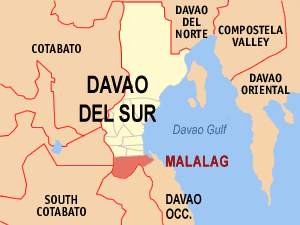
Bản đồ của Davao del Sur với vị trí của Malalag

Malalag là một đô thị hạng 3 ở tỉnh Davao del Sur, Philippines. Theo điều tra dân số năm 2000, đô thị này có dân số 33.334 người trong 7.069 hộ.

## Các đơn vị hành chính
Malalag được chia thành 15 barangay.
- Baybay
- Bolton
- Bulacan
- Caputian
- Ibo
- Kiblagon
- Lapla
- Mabini
- New Baclayon
- Pitu
- Poblacion
- Tagansule
- Bagumbayan
- Rizal (Parame)
- San Isidro